# Horismenus microgaster
Horismenus microgaster is een vliesvleugelig insect uit de familie Eulophidae. De wetenschappelijke naam is voor het eerst geldig gepubliceerd in 1888 door Ashmead.